# René Marsiglia
René Marsiglia (* 19. September 1959 in Aubagne; † 25. September 2016 in Cagnes-sur-Mer) war ein französischer Fußballspieler und -trainer.

## Sportlicher Werdegang
Marsiglia kam über den Amateurverein SO Caillols im Sommer 1976 zum Zweitligisten US Boulogne. In seiner zweiten Spielzeit schaffte er den Durchbruch und etablierte sich mit 31 Saisoneinsätzen in der Mannschaft. Daraufhin warb ihn der Erstligaaufsteiger OSC Lille 1978 ab. Anfangs spielte er hauptsächlich in der Zweitvertretung des Vereins, bestritt aber unter Trainer José Arribas auch einige Erstligaspiele an der Seite von Pierre Dréossi, Éric Péan, Jean-Pierre Mottet und Pierre Pleimelding. In der Spielzeit 1981/82 spielte er in der ersten Mannschaft und bestritt 36 der 38 Saisonspiele. Auch in der folgenden Spielzeit gehörte er zum Stamm der Mannschaft. Er verließ dennoch 1983 den Verein und schloss sich dem RC Lens an. Beim Vorjahresvierten der französischen Meisterschaft war er ebenfalls Stammspieler, nach zwei Jahren ging er zu Sporting Toulon. Unter Trainer Rolland Courbis belegte er mit dem Verein Plätze im hinteren Mittelfeld, ehe er nach erneut zwei Spielzeiten abermals den Verein wechselte.
Zwischen 1987 und 1994 spielte Marsiglia für den OGC Nizza. Verpasste er in der Spielzeit 1988/89 mit der Mannschaft als Tabellensechster nur knapp den Europapokal, beendete der Klub die folgende Saison als Drittletzter auf dem Relegationsplatz. Gegen Racing Straßburg gelang jedoch der Klassenerhalt. Am Ende der Spielzeit 1990/91 zwar Tabellenvierzehnter, entzog der Verband dem Klub aufgrund finanzieller Unregelmäßigkeiten die Lizenz. Marsiglia blieb in der zweiten Spielklasse weiterhin beim Klub, unter Trainer Albert Emon gelang 1994 der Wiederaufstieg. Der Spieler verließ jedoch den Verein und beendete beim Zweitligisten Amiens SC seine Karriere.
Nach dem Ende der aktiven Karriere war Marsiglia zunächst Jugendtrainer beim Amiens SC, ehe er im Herbst 1998 als Nachfolger von Arnaud Dos Santos das Cheftraineramt übernahm. Bis zum Ende der Saison schaffte er den Klassenerhalt, nach dem Abstieg im Folgejahr trennte sich der Verein von ihm. Zunächst arbeitete er beim Le Havre AC wieder als Jugendtrainer, 2001 übernahm er als Cheftrainer den Drittligisten AS Cannes. Nach einem Jahr wechselte er zu Olympique Alès, kehrte aber nach der Auflösung des Vereins aufgrund finanzieller Probleme 2003 wieder zum AS Cannes zurück. Im August 2004 wurde er dort entlassen und durch Gérard Bernardet ersetzt.
Marsiglia kehrte im Juli 2005 zu seiner langjährigen Spielstation OGC Nizza zurück. Dort war er zunächst als Jugendtrainer und später als Leiter der Jugendabteilung tätig. Im Sommer 2010 rückte er zum Assistenztrainer von Éric Roy zur Betreuung der Erstligamannschaft auf. Als dieser im November 2011 entlassen wurde, übernahm er das Cheftraineramt beim abstiegsbedrohten Erstligisten.
Er verstarb am 25. September 2016 im Alter von 57 Jahren in Cagnes-sur-Mer an Krebs.